# 대한성공회 진천성당
대한성공회 진천성당(大韓聖公會 鎭川聖堂)은 1908년에 설립된 대한성공회 대전교구에 소속되어 있는 성당이다. 충청북도 진천군 진천읍 읍내리 329-1번지에 위치해 있다.

## 개요
충북지역 선교의 거점적 역할을 목적으로 건축된 충북지역 최초의 성공회 건축물이며, 이후 성공회 성당 건축물의 모델이 되는 동서건축의 융합형식(한옥성당의 모습)을 보여주는 면에서 건축사적 의의가 있다. 이 성당은 20세기초 진천지역의 교육, 의료, 문화의 중심지 역할을 하고 있다.
처음 만들어진 한옥 성당은 1920년에 화재로 소실되고, 현재 한옥성당은 1923년 10월에 정면 4칸, 측면 8칸의 크기로 새로 지어진 성당이다. 한옥 성당 옆에는 콘크리트로 되어있는 새 성당이 있다.
1976년에 건물을 옮기는 과정에서 원형이 많이 손상되었으나 한옥과 서양 건축의 조화를 보여주는 대표적인 건축물이다.

## 문화재 지정
2002년 2월 28일 국가등록문화재 제8호 진천 읍내리 대한성공회 진천성당으로 지정되었다가, 2010년 4월 16일 대한성공회 진천성당으로 문화재명칭이 변경되었다.
당초 충북 진천군 진천읍 읍내리 329-1에 있어 문화재 명칭을 '진천 읍내리 대한성공회 진천성당'으로 지정하였으나, 건물 보존을 위해 2005년 12월 충북 진천군 진천읍 교성리 63-10로 이건함에 따라, 종전 문화재 명칭에 '읍내리' 지역명이 사용됨으로써 소재지 혼동 등 문화재 관리·홍보에 어려움이 있어 그 명칭을 '대한성공회 진천성당'으로 변경하였다.

## 같이 보기
- 대한성공회
- 성공회 수동성당
- 강화성당

## 참고 자료
- 대한성공회 진천성당 - 국가유산청 국가유산포털